# Galadriel
Galadriel je namišljena oseba iz Tolkienove mitologije. Bila je vilinska vladarka Srednjega sveta. Imenovala se je Altáriel, preden se je preimenovala v Galadriel. Lothlorienu je vladala skupaj s Celebornom, s katerim je imela hčerko Celebrian. Imenovali so jo tudi Lothlorienska gospa, Bela gospa, Gospa iz Zlatega gozda, Gospa iz Loriena, Galadhrimska Gospa ali Gospa iz Gozda. V Lothlorienu so jo imenovali preprosto Gospa Galadriel ali kar Gospa. Skupaj s Celebornom so ju imenovali Gospod in Gospa.
Galadriel je bila edina hči in najmlajši otrok Finarfina, noldorskega princa in Eärwen. Njeni starejši bratje so bili Finrod Felagund, Angrod in Aegnor. Rojena je bila v Valinorju med Leti dreves v Prvem veku, natančneje leta 4862, ko so leta trajala 9,582-krat toliko kot običajno leto.
Galadriel je bila udeleženka in vodja upora noldorskih vilinov ter njihovega pobega iz Valinorja, vendar je bila ločena od Fëanorja in njegovega sorodstva. V Beleriandu je formalno živela z enim od bratov, vendar je večino časa preživela na dvoru Thingola in Melian v Menegrothu. Tu je bila dobrodošla, saj je bil Thingolov brat Olwë oče njene matere. Tu je srečala tudi Thingolovega sorodnika Celeborna. 
V Drugem veku, ko so bili skovani Prstani Mogote, je bila Galadriel nezaupljiva do Annatarja, poznavalca izročila, ki je vodil Celebrindorja in druge Noldore v Eregionu. Kasneje, ko je bil Sauron končno razkrinkan, se je to izkazalo za upravičeno. Ko je bil Eregion napaden, je dobila Galadriel v hrambo enega od treh vilinskih prstanov. Njen prstan je bil Nenya, prstan vode. Zavedala se je Sauronove moči, zato, dokler je bil Edini Prstan v Sauronovih rokah, svojega prstana ni uporabila. 
V Tretjem veku, ko je bil Edini Prstan izgubljen, je uporabila svoj prstan. Njegova moč je bila povezana z Galadrielinim zrcalom, veliko skledo z vodo, ki pokaže preteklost, sedanjost in prihodnost. 
V Gospodarju prstanov Galadriel gosti Bratovščino prstana po njihovem begu iz Morie. Ko jih sreča v svojem domovanju v Caras Galadhonu, vsakega člana bratovščine preiskujoče pogleda, da preizkusi njihovo odločnost. Sama je bila preizkušena, ko ji je Frodo Bisagin ponudil Edini Prstan v njeno varstvo. Vedela je, da jo Edini prstan lahko naredi močno in strašno, zato je pregnala skušnjavo in zavrnila Frodovo ponudbo. Ko je bratovščina zapustila Lothlorien, je vsakemu podarila vilinski plašč in hrano. 
V zgodnjih letih Četrtega veka je odšla čez morje na Zahod (na isti ladji kot Elrond, Gandalf ter Bilbo in Frodo Bisagin). Stara je bila 8374 let.
V Jacksonovih filmih Gospodar prstanov jo je odigrala Cate Blanchett.

### Galadrielin rodovnik
```
       
Finwë
 = 
Indis

             |
       --------------
       |            |
   
Fingolfin
     
Finarfin
 = 
Eärwen

                          |
         ------------------------------
         |          |         |       |
      
Finrod
      
Angrod
   
Aegnor
   
Galadriel
 = 
Celeborn

                    |                         |
                 
Orodreth
                  
Celebrían
 = 
Elrond

                    |                                |
                 --------                     ----------------------
                 |      |                     |         |          |  
           
Gil-Galad
 
Finduilas
             
Elladan
    
Elrohir
    
Arwen
 = 
Aragorn

                                                                       |
                                                                    
Eldarion
```